# Teatro Guarani

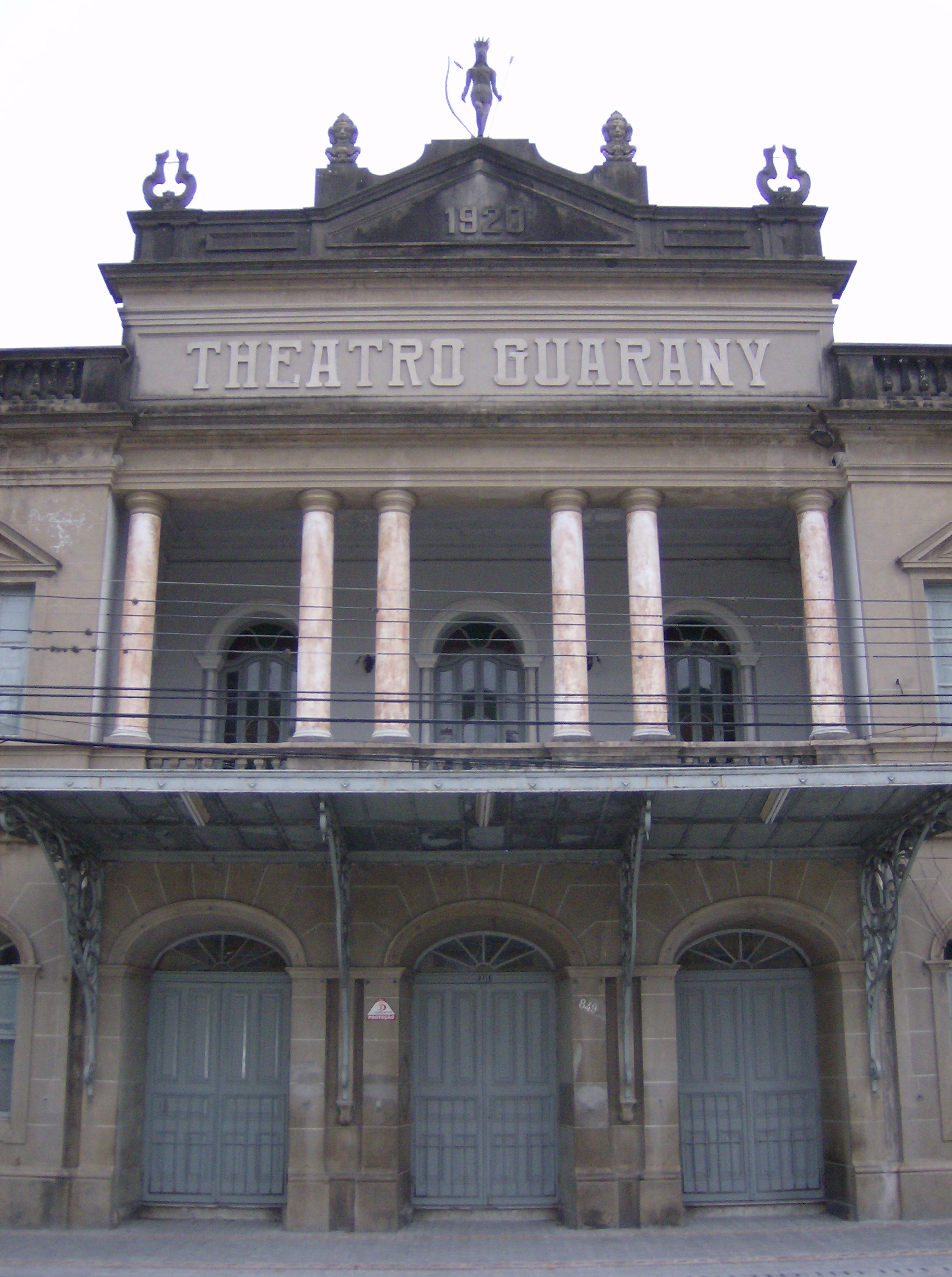
Teatro Guarani

O Teatro Guarani (Theatro Guarany, na grafia da época de fundação) é um teatro situado na cidade de Pelotas, estado do Rio Grande do Sul, Brasil, inaugurado em 30 de abril de 1921.